# OVO (system płatności elektronicznych)
OVO (PT Visionet Internasional) – indonezyjski system płatności elektronicznych. Został założony w 2017 roku przez Lippo Group. Większościowym właścicielem OVO jest przedsiębiorstwo Grab.
W 2018 roku OVO ogłosiło, że ma na swoim koncie miliard przeprowadzonych transakcji. W 2019 roku była to dominująca w kraju platforma płatności elektronicznych. 